# Patissa parvipunctella
Patissa parvipunctella là một loài bướm đêm trong họ Crambidae.